# René Joensen
René Shaki Joensen (født 8. februar 1993) er en færøsk fodboldspiller, der spiller som forsvarer for KÍ og Færøernes fodboldlandshold.

## Karriere
Joensen havde kontrakt med Brøndby IF frem til sommeren 2014. Han blev i sommeren 2012 rykket op i Superligatruppen, hvor han debuterede den 13. maj 2012 ude mod AGF. Fra 2014-15 spillede han for HB Tórshavn. I juli 2015 fik Joensen en halv-årig kontrakt med Vendsyssel FF. Senere blev kontrakten forlænget frem til sommeren 2017. I 2017 skiftede han til den islandske klub Grindavík. Fra 2019 til 2022 spillede han for Havnar Bóltfelag (HB) og i 2022 skiftede han til Klaksvíkar Ítróttarfelag (KÍ).

## International karriere
René var fast mand på Færøernes U/21-landshold og indtil nu har han spillet atten landskampe for Færøernes fodboldlandshold. Hans debut var en venskabskamp i 2012. Han scorede sit første mål for Færøernes landshold den 7. september 2018 i kamp mod Malta i UEFA Nations League.